# Дукас (озеро)
Ду́кас (устар. Солле, Дуке; латыш. Dūkas ezers; Ду́ку, латыш. Dūku ezers) — озеро в Райскумской волости Паргауйского края Латвии. Относится к бассейну Гауи.
Находится в заболоченной лесной местности между болотами Келдерис и Гарайс на восточной окраине Аугстрозского всхолмления Идумейской возвышенности в Гауйском национальном парке. Подвержено зарастанию. Площадь — 9 га (ранее — 20 га). Наибольшая глубина — 0,9 м. Площадь водосборного бассейна — 22,9 км². Сообщается с верхним течением реки Ленчупе (правый приток Гауи).